# Джими Конърс
Джеймс Скот Конърс (на английски: James Scott Connors), известен като Джими Конърс (Jimmy Connors), роден на 2 септември 1952 г. в Източен Сейнт Луис, щата Илиноис е американски професионален тенисист, считан за един от най-великите в тениса.

## Кариера
Първият му международен мач е на 23 август 1970 в Мериън срещу Жан Батист Шафрьо. Конърс стига до 3-ти кръг, а няколко седмици по-късно побеждава Рой Емерсън в първи кръг на туурнира в Лос Анджелис. Същата година записва и участие на Ю Ес Оупън, но отпада в първи кръг.

### Индивидуалиста
Джими Конърс си изгражда репутацията на индивидуалист, след като през 1972 г. отказва да се присъедини към новосформирата Асоциация на професионалните тенисисти. Той отказва да играе професионален тенис и се присъединява към серията от малки турнири, организирана от неговия мениджър и откривател Бил Риордан.
През 1974 Джими и Риордан печелят дело срещу АТП и нейния президент Артър Аш на стойност 10 млн. щатски долара, заради „ограничаване на правата“ на Джими. Причината е наказанието на Конърс да не играе на Откритото първенство на Франция през 1974, след като подписва договор с Американската тенис лига в Балтимор същата година.

### Турнири от големия шлем
През 1974, той печели Аустрелиън Оупън побеждавайки австралиеца Фил Дент на финала, след на финалите на Уимбълдън и US Open побеждава друг австралиец – Кен Розуол. На следващата година отново е на финал на трите турнира, но този път губи и трите финала. След 1976 Конърс не участва повече на Аустрелиън Оупън.
Откритото първенство на Франция е единственият турнир, който Конърс не успява да спечели. Колкото и да се опитва, най-доброто постижение, до което стига, е полуфинал.
Турнирът, на който играе най-добре, е US Open и го печели цели 5 пъти, като успява да спечели на трева, клей и хард – постижение, което никой друг не е успявал да изравни. На Уимбълдън играе общо 6 финала, но печели само 2 пъти – първия през 1974, а втория през 1982 срещу младия тогава Джон Макенроу. Две години по-късно обаче двамата отново се срещат, а Макенроу е безпощаден и дава само 4 гейма на Конърс – 6:1, 6:1, 6:2.
Играе на общо 15 финала на турнири от Големия шлем и печели 8 от тях.

### Предизвикателства
През 1975 Конърс участва в два демонстративни мача, огранизирани от Риодган и предавани пряко по американската телевизия CBS от Лас Вегас. Първият е през февруари с награден фонд 100 000 щатски долара (победителят взима целия награден фонд) бил срещу Род Лейвър. Конърс печели двубоя с 14 години по-възрастния си съперник с 6:4 6:2 3:6 7:5. През април среща победилия го по-рано през годината Джон Нюкъмб. Наградният фонд вече е 250 000 долара, а победителя отново е Конърс.

### Съперничеството с Бьорн Борг
През 1976 Конърс играе с Бьорн Борг финал на Ю Ес Оупън. Турнирът се провежда на клей, а Конърс спасява 4 сет пойнта в третия сет, след което побеждава с 6 – 4, 3 – 6, 7 – 6(9), 6 – 4. След тази титла завършва годината като номер едно за 3-та последователна година.
В началото на 1977 Конърс печели първия си финал от световния шампионат по тенис. След това обаче губи от Борг в 5 сета на Уимбълдън, а месец по-късно губи лидерството си в световната ранглиста.
След тригодишна пауза през януари 1978 Конърс записва участие на финалния турнир мастърс. В групите губи от победилия го на финала на Ю Ес Оупън Гилермо Виляс, но на финала побеждава Бьорн Борг с 2:1 сета и печели първата си и единствена титла от този турнир.
През 1978 двамата играят още два финала от Големия шлем. На Уимбълдън Борг побеждава в три сета, а след това Конърс взима реванш на Ю Ес Оупън, отново в три сета.
Джими Конърс печели 8 двубоя между двамата, срещу 14 за Бьорн Борг.

### Последни години
През 1982 на 30-годишна възраст Конърс отново е финалист на Уимбълдън, където среща Джон Макенроу, който година по-рано е сложил край на доминацията на Бьорн Борг. Конърс е на 3 точки от загубата в четвъртия сет, но успява да спечели мача с 3:2 (3 – 6, 6 – 3, 6 – 7, 7 – 6, 6 – 4), а с това и втората си титла от турнира.
По-късно Конърс побеждава и младата звезда Иван Лендъл на финала на Ю Ес Оупън. Година по-късно двамата се срещат отново и победителят отново е същият.
През 1984 Конърс отново е на финал на Уимбълдън и съперник отново му е Макенроу, този път обаче Макенроу взима сладък реванш и дава само 4 гейма на Конърс (6 – 1, 6 – 1, 6 – 2). След мача между двамата Конърс е запитан дали мисли, че съперникът му е по-добър, а отговора му е „Никога.“
Джими Конърс е със 7 години по-стар от Джон Макенроу, но това не му пречи в много от мачовете да му е равностоен и дори да го побеждава. До 1983 г. балансът между двамата е равностоен, след което следват 11 поредни победи за Макенроу. Последната победа на Конърс е на финала в Тулуза през 1989 с 6 – 3,6 – 3. Все пак съперничеството е спечелено от Макенроу с 20 – 14.
След 1986 позициите му в световната ранглиста започват да падат. Прехвърлил 30-те се налага да се справя с тенисиисти, далеч по млади от него, но с голяма доза воля и себераздаване успява да се налага над голяма част от съперниците си.
През 1987 година на Уимбълдън Конърс среща Михаел Пернфорс. Първите 2 сета отиват лесно при шведа, следват два драматични сета, в които Конърс обръща съответно от 1 – 4 и 0 – 3, за да спечели и 5-ия с 6 – 2.
През 1991 на Ю Ес Оупън изиграва епичен мач, срещу младия Аарон Крикстийн. Двамата си разменят по два сета и в 5-ия Крикстийн повежда с 5:2, но Конърс стига до тайбрек и след 4 часа и 41 минути успява да го спечели. Впоследствие побеждава Пол Хариуюс</ref> Репортаж от мача</ref> и става най-възрастният полуфиналист в турнир от Големия шлем – 39 години. Все пак силите му не издържат и отпада от Джим Къриър.
През 1992 играе мач срещу Мартина Навратилова, известен като двубоя на половете и го печели със 7:5 6:2.
Джими Конърс изиграва последния си мач от ATP Тур в Атланта през 1996, когато отпада от Ричи Ренебърг след загуба в първия кръг.
Става член на Международна тенис зала на славата през 1998 година.

### Рекорди
Джими Конърс играе в най-много турнири (401) и има най-много мачове (1622) от всички други професионални тенисисти от токритата ера на тениса. Има 1337 победи и 285 загуби, като процентът на победите е 82,4. Освен това има и 107 титли на сингъл.
Той е единственият играч, който е печелил Ю Ес Оупън на три различни настилки трева (1974), клей (1976) и хард (1978).
На 29 юли става номер 1 и задържа водачеството си 160 последователни седмици – рекорд, подобрен едва през 2007 от Роджър Федерер. Задържа водачеството си общо 268 седмици.
Конърс е номер едно в света 5 последователни години – от 1974 до 1978, като 1975, 1976 и 1978 е номер 1 всяка седмица от годината.
Негов е рекордът и за най-голяма разлика между първата седмица като номер 1 и последната, в която играч е бил номер 1, – 8 години и 11 месеца – 29 юли 1974 и 3 юли 1983.

Престоява в топ 10 общо 16 години. Последният му турнир е в Атланта през 1996, но всъщност никога не е обявявал, че се отказва.
Става член на Международна тенис зала на славата през 1998 година.

## Стил на игра
Според Лари Шварц от ESPN.com основните предимства на Конърс са:
- Неговата добра защита, бързото движение по корта, бекхенда с две ръце и невероятните ретури, които притежава.
Според него е трудно да се определи, кое от всички е направило Конърс голям шампион.
За Конърс винаги е било трудно да се съгласи, че е победен и дава всичко от себе си за всяка точка.
За себе си Конърс казва:
- Винаги имаше някой, който да се бори до последния инч и това бях аз. Не ме беше грижа дали това ще ми отнеме 30 минути или пет часа. За да ме победиш, ти трябва да си или най-добрия или да имаш страхотен ден. Ако аз печеля, печеля, ако аз губя не го приемам много добре.
В ера, в която почти всички предпочитат да играят сервис воле, Конърс е един от малкото, които удрят топката плоско, ниско и предпочитат удари от основната линия. Според повечето специалисти неговия форхенд е голямата му слабост, особено във важните и напрегнати моменти, затова често за по-голяма сигурност залага на мощнни форхенди с топспин. Сервиас му, макар и точен и дбре пласиран не е голямо негово оръжие, защото няма достатъчно скорост и мощ.
Липсата на мощен сервис и не особено стабилната игра на мрежата предполагат и по-слабата му успеваемост на двойки. Въпреки това той има титла от големия шлем на двойки (с Илие Настасе) и финал на смесени двойки (с Крис Евърт), както и общо 15 титли. .

### Ракети
По това време почти всички тенисисти са играят с дървени ракети. Джими Конърс е един от първите, които започва да играе със стоманена ракета Wilson T2000.
Ракетата е пусната в производство през 1968 и от според някои „има излъчване на динозавър“. Конърс играе с хромирана тръбна ракета Wilson T2000 до 1984, когато новите технологии в производството го принуждават да я смени.
През 1984 Конърс започва да играе с новата графитена Wilson ProStaff, изработена специално за него. Но през 1985 Конърс отново играе в някои мачове с T2000. През 1987 окончателно започва да използва графитени ракети, когато подписва със Slazenger, за да играе с тяхната Panther Pro Ceramic. През 1990 започва да използва ракети на Estusa.

## След 1996

### Като треньор
Лятото на 2006 година Джими Конърс става треньор на американския тенисист Анди Родик.
През периода, в който го тренира, Анди стига единствено до финал на Ю Ес Оупън, но губи от Роджър Федерер. В началото на 2008 година двамата се разделят.

### Като коментатор
Джими Конърс води някои мачове по BBC заедно от Уимбълдън. Коментарите и анализите му често са свързани със закачки към другия водещ и негов бивш опонент на корта – Джон Макенроу.

## Личен живот
През 1973 Джими Конърс има връзка с новоизгряващата звезда Крис Евърт, дори плануват сватба, която обаче впоследствие е отменена. Същата година на Уимбълдън двамата са основна тема на вестниците в Англия, но въпреки това и двамата печелят турнира, а по-късно играят финал и при смесените двойки на Ю Ес Оупън.
През 1980 Конърс се жени за модела на „Плейбой“ Пати Макгуайър. Двамата имат две деца и живеят в Санта Барбара, Калифорния.
Пролетта на 2006 му е поставен имплантант в крака.
На 8 януари 2007 г. майката и дългогодишен треньор на Джими – Глория умира на 82 години.

## Кариерна статистика

#### Титли отГолям шлем(8)
| година | турнир        | съперник      | резултат                          |
| ------ | ------------- | ------------- | --------------------------------- |
| 1974   | ОП Австралия  | Фил Дент      | 7 – 6, 6 – 4, 4 – 6, 6 – 3        |
| 1974   | Уимбълдън     | Кен Розуол    | 6 – 1, 6 – 1, 6 – 4               |
| 1974   | ОП САЩ        | Кен Розуол    | 6 – 1, 6 – 0, 6 – 1               |
| 1976   | ОП САЩ (2)    | Бьорн Борг    | 6 – 4, 3 – 6, 7 – 6, 6 – 4        |
| 1978   | ОП САЩ (3)    | Бьорн Борг    | 6 – 4, 6 – 2, 6 – 2               |
| 1982   | Уимбълдън (2) | Джон Макенроу | 3 – 6, 6 – 3, 6 – 7, 7 – 6, 6 – 4 |
| 1982   | ОП САЩ (4)    | Иван Лендъл   | 6 – 3, 6 – 2, 4 – 6, 6 – 4        |
| 1983   | ОП САЩ (5)    | Иван Лендъл   | 6 – 3, 6 – 7, 7 – 5, 6 – 0        |

#### Финали на турнири от Голям шлем (7)
| година | турнир        | съперник       | резултат                          |
| ------ | ------------- | -------------- | --------------------------------- |
| 1975   | ОП Австралия  | Джон Нюкъмб    | 7 – 5, 3 – 6, 6 – 4, 7 – 5        |
| 1975   | Уимбълдън     | Артър Аш       | 6 – 1, 6 – 1, 5 – 7, 6 – 4        |
| 1975   | ОП САЩ        | Мануел Орантес | 6 – 4, 6 – 3, 6 – 3               |
| 1977   | Уимбълдън (2) | Бьорн Борг     | 3 – 6, 6 – 2, 6 – 1, 5 – 7, 6 – 4 |
| 1977   | ОП САЩ (2)    | Гилермо Вилас  | 2 – 6, 6 – 3, 7 – 5, 6 – 0        |
| 1978   | Уимбълдън (3) | Бьорн Борг     | 6 – 2, 6 – 2, 6 – 3               |
| 1984   | Уимбълдън (4) | Джон Макенроу  | 6 – 1, 6 – 1, 6 – 2               |

#### Титли на Финалния турнирСветовния Тур на ATP(4)
| година | място   | финален турнир   | съперник във финала | резултат      |
| ------ | ------- | ---------------- | ------------------- | ------------- |
| 1977   | Ню Йорк | Гран При Мастърс | Бьорн Борг          | 6–4, 1–6, 6–4 |

#### Титли от WCT турнир в края на годината (2)
| година | място | финален турнир | съперник      | резултат                |
| ------ | ----- | -------------- | ------------- | ----------------------- |
| 1977   | Далас | WCT финали     | Дик Стоктън   | 6–7(5–7), 6–1, 6–4, 6–3 |
| 1980   | Далас | WCT финали     | Джон Макенроу | 2–6, 7–6(7–4), 6–1, 6–2 |

#### Финали от WCT турнир в края на годината (1)
| година | място | финален турнир | съперник      | резултат      |
| ------ | ----- | -------------- | ------------- | ------------- |
| 1984   | Далас | WCT финали     | Джон Макенроу | 1–6, 2–6, 3–6 |

## Финали на турнири от големия шлем на двойки

### Спечелени (2)
| година | турнир    | партньор     | съперник                | резултат                               |
| ------ | --------- | ------------ | ----------------------- | -------------------------------------- |
| 1973   | Уимбълдън | Илие Настасе | Джон Купър Нийл Фрейзър | 3 – 6, 6 – 3, 6 – 4, 8 – 9(3–7), 6 – 1 |
| 1975   | ОП САЩ    | Илие Настасе | Том Окер Марти Рисен    | 6 – 4, 7 – 6                           |

### Загубени (1)
| година | турнир      | партньор     | съперник             | резултат                          |
| ------ | ----------- | ------------ | -------------------- | --------------------------------- |
| 1973   | Ролан Гарос | Илие Настасе | Джон Нюкъмб Том Окер | 6 – 1, 3 – 6, 6 – 3, 5 – 7, 6 – 4 |

## Финали на турнири от големия шлем на двойки (1)

### Финал (1)
| година | турнир | партньор   | съперник                   | резултат     |
| ------ | ------ | ---------- | -------------------------- | ------------ |
| 1974   | ОП САЩ | Крис Евърт | Пам Тегуарден Джоф Мастърс | 6 – 1, 7 – 6 |

## Участия в турнирите през годините
| Tournament     | 1970  | 1971  | 1972  | 1973  | 1974  | 1975  | 1976  | 1977  | 1978  | 1979  | 1980  | 1981  | 1982  | 1983  | 1984  | 1985  | 1986  | 1987  | 1988  | 1989  | 1990  | 1991  | 1992  | Победи/Турнири |
| -------------- | ----- | ----- | ----- | ----- | ----- | ----- | ----- | ----- | ----- | ----- | ----- | ----- | ----- | ----- | ----- | ----- | ----- | ----- | ----- | ----- | ----- | ----- | ----- | -------------- |
| ОП Австралия   | A     | A     | A     | A     | П     | Ф     | A     | A     | A     | A     | A     | A     | A     | A     | A     | A     | A     | A     | A     | A     | A     | A     | A     | 1 / 2          |
| Ролан Гарос    | A     | A     | 2К    | 1К    | A     | A     | A     | A     | A     | ПФ    | ПФ    | ЧФ    | ЧФ    | ЧФ    | ПФ    | ПФ    | A     | ЧФ    | A     | 2К    | A     | 3К    | 1К    | 0 / 13         |
| Уимбълдън      | A     | 1К    | ЧФ    | ЧФ    | П     | Ф     | ЧФ    | Ф     | Ф     | ПФ    | ПФ    | ПФ    | П     | 4К    | Ф     | ПФ    | 1К    | ПФ    | 4К    | 2К    | A     | 3К    | 1К    | 2 / 21         |
| ОП САЩ         | 1К    | 2К    | 1К    | ЧФ    | П     | Ф     | П     | Ф     | П     | ПФ    | ПФ    | ПФ    | П     | П     | ПФ    | ПФ    | 3К    | ПФ    | ЧФ    | ЧФ    | A     | ПФ    | 2К    | 5 / 22         |
| Победи/Турнири | 0 / 1 | 0 / 2 | 0 / 3 | 0 / 3 | 3 / 3 | 0 / 3 | 1 / 2 | 0 / 2 | 1 / 2 | 0 / 3 | 0 / 3 | 0 / 3 | 2 / 3 | 1 / 3 | 0 / 3 | 0 / 3 | 0 / 2 | 0 / 3 | 0 / 2 | 0 / 3 | 0 / 0 | 0 / 3 | 0 / 3 | 8 / 58         |
| Мастърс        | A     | A     | ПФ    | ПФ    | A     | A     | A     | A     | П     | ГР    | ПФ    | ПФ    | ГР    | ПФ    | ПФ    | ПФ    | A     | ГР    | A     | A     | A     | A     | A     | 1 / 11         |

Победи 236

Загуби 50
П – Спечелен турнир

Ф – Загубен финал

ПФ – Полуфинал

ЧФ – Четвърфинал

1К – 4К 1 – 4 кръг

ГР – Отпадане в групите

A = Не е участвал на турнира.